# Gleyfication

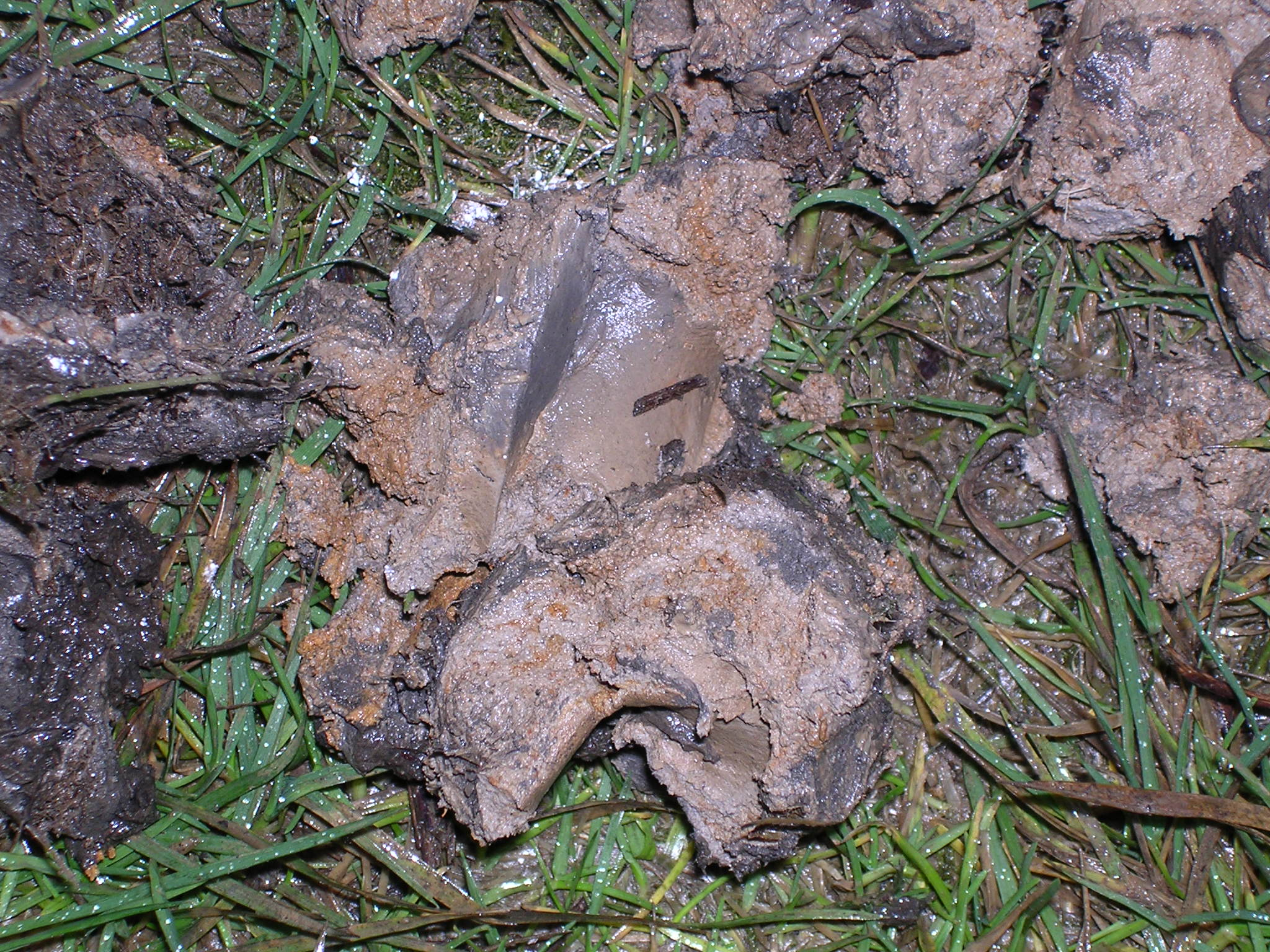
Mottes de sol à gley avec marbrures grises (entourées de débris végétaux).

La gleyfication ou gleyification est un phénomène pédologique, dû à l'oscillation de la nappe phréatique dans le sol et conduisant à la formation d'un sol hydromorphe (gorgé d’eau), tassé et peu aéré de type gley. La gleyfication peut aussi être causée par l'eau de surface, stagnante (étang) sur une couche peu perméable. 
La matière organique peu humifiée et minéralisée (conditions réductrices) s'accumule, pouvant entrainer la formation de tourbe.
Les sols gleyifiés diffèrent des régosols orthiques par la présence de marbrures, faibles à distinctes, qui indiquent de la gleyification à moins de 50 cm sous la surface du sol minéral.